# Avenida Sucre (Libertador)
Avenida Sucre es el nombre que recibe una importante arteria vial ubicada en el Municipio Libertador al oeste del Distrito Metropolitano de Caracas al centro norte del país sudamericano de Venezuela. No debe ser confundida con otra avenida del mismo nombre (Avenida Sucre en Los Dos Caminos) en el este de la ciudad capital venezolana. Tampoco debe confundirse con la Avenida Mariscal Sucre del sector San Bernardino, ubicado igualmente en el Municipio Libertador. Debe su denominación al general Antonio José de Sucre Gran Mariscal de Ayacucho y prócer de la independencia.

## Descripción

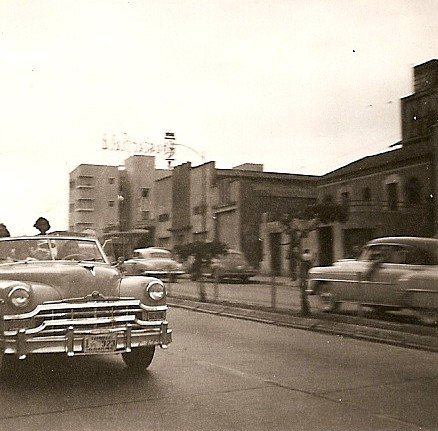
Vista de la avenida en 1959.

Con una población de 435.200 habitantes, se trata de una vía de transporte que comunica la Autopista Caracas-La Guaira con la Avenida San Martín. En su recorrido se conecta con la Avenida Universidad, la Avenida Urdaneta, la avenida Real de Las Flores, Gato Negro, la Calle La Industrial, la Calle Real de Los Frailes, la Carretera Vieja Caracas-La Guaira, la Avenida Principal de Altavista, la Calle Ayacucho, la Calle Colombia, la Calle Colón, el Bulevar de la Avenida España, entre otras.
Entre los sitios que se pueden localizar en sus alrededores se puede mencionar a la Corporación de Abastecimiento y Servicios Agrícolas, el Parque Recreacional Alí Primera (Parque del Oeste), la Universidad Pedagógica Experimental Libertador, el Museo Jacobo Borges, la Clínica Popular del Oeste, el Mercado "Antonio José de Sucre" (o Corpocentro), las estaciones Gato Negro y Agua Salud del Metro de Caracas, el Parque Miraflores (Cerca del Palacio de Miraflores, el Campo de Softbol de Pagüita, el Liceo Fermín Toro, la Plaza Pagüita, la Plaza San Marino y El Parque El Calvario o Ezequiel Zamora.